# Dicrurus forficatus
Dicrurus forficatus é uma espécie de ave da família Dicruridae.
Pode ser encontrada nos seguintes países: Comores, Madagáscar e Mayotte.
Os seus habitats naturais são: florestas secas tropicais ou subtropicais , florestas subtropicais ou tropicais húmidas de baixa altitude e savanas áridas.